# Dolmen von Dreslette

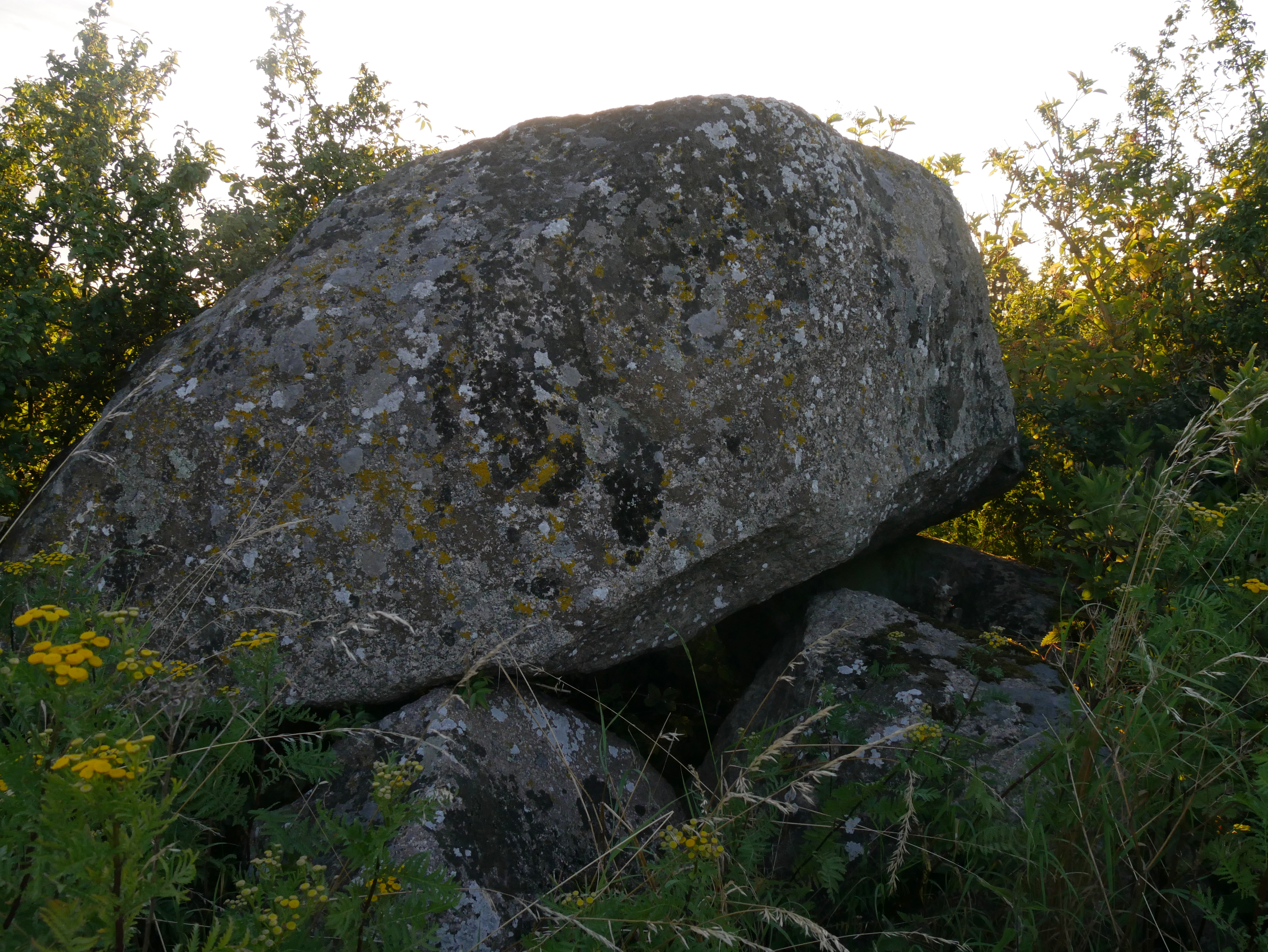
Snave Dyssekammer

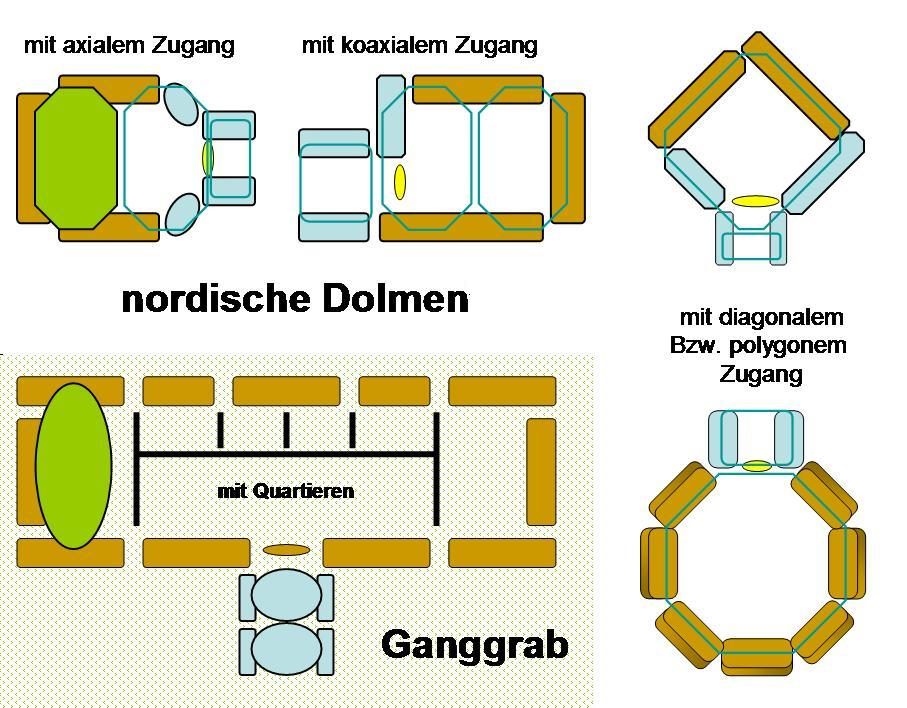
Der erweiterte Dolmen von Dreslette entspricht dem eingewinkelten Rechteckdolmen (oben links), allerdings liegt der Zugang nicht mittig, sondern koaxial wie im Beispiel oben Mitte

Die Dolmen von Dreslette liegen im Südwesten der dänischen Insel Fünen. Die Megalithanlage aus der Jungsteinzeit wurde von den Menschen der Trichterbecherkultur (TBK) zwischen 3500 und 2800 v. Chr. errichtet.

## Snave Dyssekammer
Die Snave Dyssekammer (Lage) ist die Nord-Süd orientierte ausgegrabene Kammer eines Urdolmen mit vier erhaltenen Tragsteinen (einer fehlt), einem Schwellenstein an der Zugangsseite im Süden und einem Deckstein. Der Grundriss ist trapezoid. Der ehemalige Hügel ist in Resten erhalten.
Der Runddysse von Snave genannte Dolmen liegt bei Stubberup auf der Halbinsel Hindsholm.

## Dreslette Langdysse

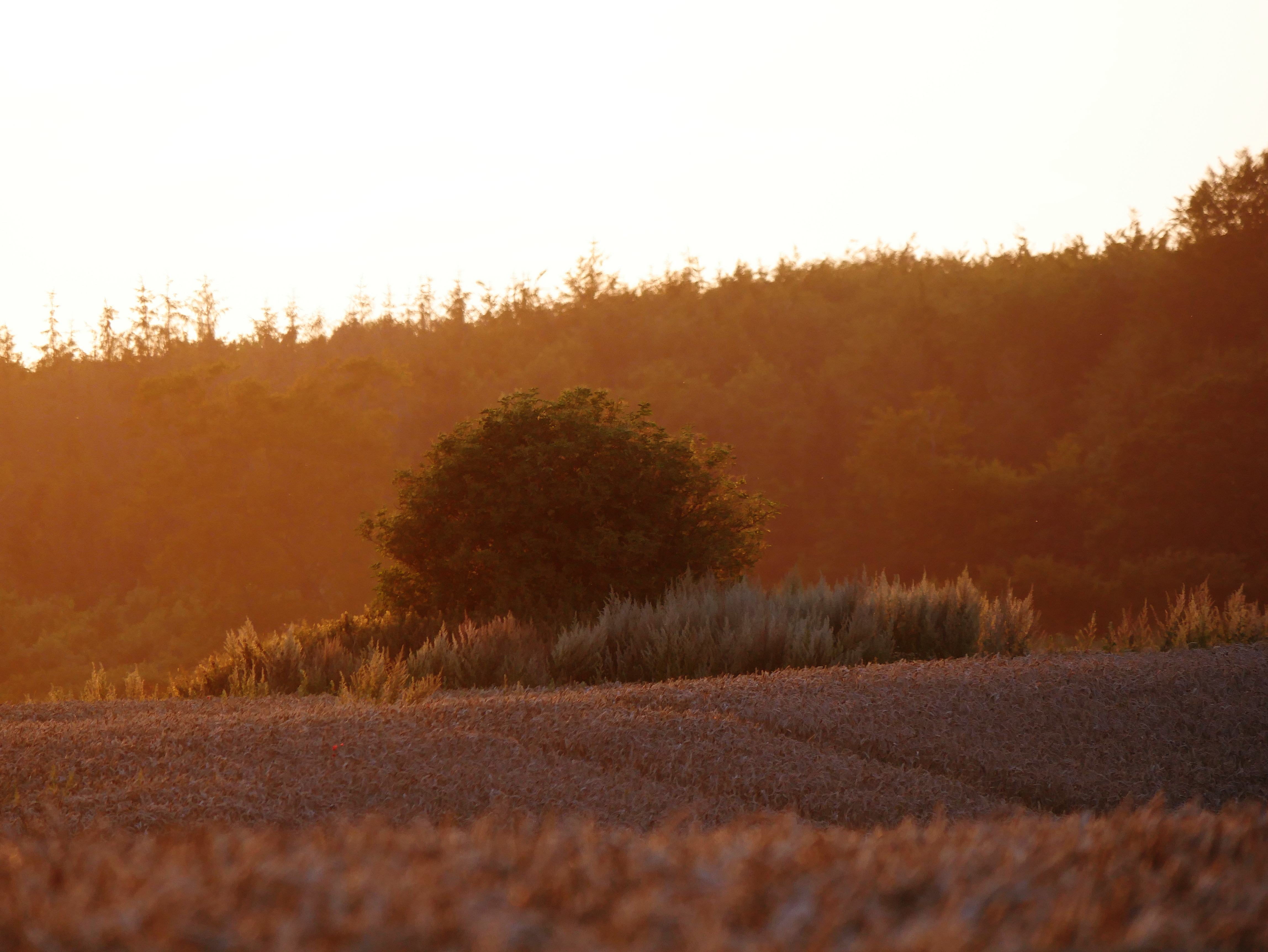
Dreslette Langdysse

Der ehemalige Langdysse (Lage) muss drei Dolmen enthalten haben, von denen nur der mittlere erhalten ist. 
Die etwa West-Ost orientierte ausgegrabene Kammer des erweiterten Dolmens hat sechs Trag- und zwei Decksteine. Der zugehörige Gang und der Schwellenstein fehlen. Der Grabhügel ist kaum erhalten, seine Randsteine fehlen.
In der Nähe liegen der Langdysse Vielandshøj und der Langdysse von Nældemose.